# Ian Boswell
Ian Boswell (Bend, 7 februari 1991) is een voormalig Amerikaans wielrenner die in 2019 zijn carrière afsloot bij Team Katjoesja Alpecin.
In 2017 maakte hij deel van de selectie van Team Sky die de eerste Hammer Series won.

## Palmares

### Overwinningen
2010
Nevada City Classic
Jongerenklassement Ronde van Utah
2011
Nevada City Classic
2016
1e etappe Ronde van Spanje (ploegentijdrit)
2017
Eindklassement Hammer Sportzone Limburg
2021
Unbound Gravel 200

### Resultaten in voornaamste wedstrijden
| Jaar | Ronde van Italië | Ronde van Frankrijk | Ronde van Spanje |
| ---- | ---------------- | ------------------- | ---------------- |
| 2013 |                  |                     |                  |
| 2014 |                  |                     |                  |
| 2015 |                  |                     | 71e              |
| 2016 | 71e              |                     | 80e              |
| 2017 |                  |                     |                  |
| 2018 |                  | 79e                 | 126e             |

| Jaar | Amstel Gold Race | Luik-Bast.‑Luik | Ronde van Lombardije | Clásica San Sebastián |  | Wereldranglijsten |
| ---- | ---------------- | --------------- | -------------------- | --------------------- |  | ----------------- |
| 2013 |                  |                 |                      | 93e                   |  |                   |
| 2014 | opgave           | opgave          |                      | opgave                |  |                   |
| 2015 |                  |                 | opgave               |                       |  | 173e (UWT)        |
| 2016 |                  |                 |                      |                       |  |                   |
| 2017 |                  |                 |                      |                       |  | 162e (UWT)        |
| 2018 |                  | 65e             |                      | 64e                   |  |                   |

### Resultaten in kleinere rondes
| Jaar | Parijs-Nice | Ronde van Catalonië | Ronde van het Baskenland | Ronde van Romandië | Critérium du Dauphiné | Ronde van Zwitserland | Ronde van Polen | Ronde van Peking |
| ---- | ----------- | ------------------- | ------------------------ | ------------------ | --------------------- | --------------------- | --------------- | ---------------- |
| 2013 | opgave      |                     |                          |                    |                       |                       |                 | opgave           |
| 2014 |             |                     |                          |                    |                       |                       |                 | 91e              |
| 2015 |             |                     |                          |                    | 89e                   |                       | 52e             |                  |
| 2016 | 70e         | opgave              |                          |                    |                       | 37e                   |                 |                  |
| 2017 |             |                     |                          | opgave             | 57e                   |                       | opgave          |                  |
| 2018 | opgave      |                     | 62e                      |                    | 32e                   |                       |                 |                  |

## Ploegen
- 2010 –  Bissell Pro Cycling
- 2011 –  Trek Livestrong U23
- 2012 –  Bontrager Livestrong Team
- 2012 –  Team Argos-Shimano (stagiair vanaf 16-8)
- 2013 –  Sky ProCycling
- 2014 –  Team Sky
- 2015 –  Team Sky
- 2016 –  Team Sky
- 2017 –  Team Sky
- 2018 –  Team Katjoesja Alpecin
- 2019 –  Team Katjoesja Alpecin